# Bizarre ER
Bizarre ER è un programma televisivo britannico andato in onda dal 2008 al 2011 sul canale BBC Three. In Italia viene trasmesso su DMAX.